# Maniltoa yokotai
Maniltoa yokotai là một loài thực vật có hoa trong họ Đậu. Loài này được (Kaneh.) Hosok. miêu tả khoa học đầu tiên năm 1937.